# Pithecheir parvus
Il topo arboricolo della penisola malese (Pithecheir parvus  Kloss, 1916) è un roditore della famiglia dei Muridi endemico della penisola malese.

## Descrizione
Roditore di medie dimensioni, con la lunghezza della testa e del corpo tra 156 e 175 mm, la lunghezza della coda tra 179 e 205 mm, la lunghezza del piede tra 26 e 30 mm, la lunghezza delle orecchie tra 15 e 19 mm e un peso fino a 135 g.
La pelliccia è molto lunga e soffice, priva di peli spinosi e si estende per 18 mm oltre la base della coda. Le parti superiori sono rosse-brunastre, con la base dei peli color ardesia. Le parti ventrali sono bianco-crema con riflessi giallo-brunastri lungo i fianchi e sul mento. Le orecchie sono corte e semi-trasparenti. Il muso è relativamente corto. I piedi cono color carne con il dorso ricoperto di piccoli peli bianchi. La coda è più lunga della testa e del corpo, ed è priva di peli oltre la base. L'ultimo tratto dorsale è liscio. Il cariotipo è 2n=50 FN=64.

## Biologia

### Comportamento
È una specie arboricola e notturna.

### Alimentazione
Si nutre essenzialmente di parti vegetali.

### Riproduzione
Le femmine danno alla luce 2 piccoli alla volta per almeno 4 volte l'anno. Vengono trasportati rimanendo attaccati alle mammelle fino allo svezzamento. L'aspettativa di vita in cattività è di 3 anni.

## Distribuzione e habitat
Questa specie è diffusa nella penisola malese, a sud dell'istmo di Kra.
Vive nelle foreste tropicali umide o primarie fino a 1.200 metri di altitudine. Si trova anche in foreste secondarie, sebbene non è noto il livello di tolleranza.

## Conservazione
La IUCN Red List, considerato che non è chiaro se possa sopravvivere in ambienti modificati all'interno del suo areale, classifica P.parvus come specie con dati insufficienti (DD).